# هرنشونده
هرنشونده (به آلمانی: Herrnschwende) یک شهر در آلمان است که در زومردا واقع شده‌است. هرنشونده ۳۲۱ نفر جمعیت دارد.